# دوناتیسم

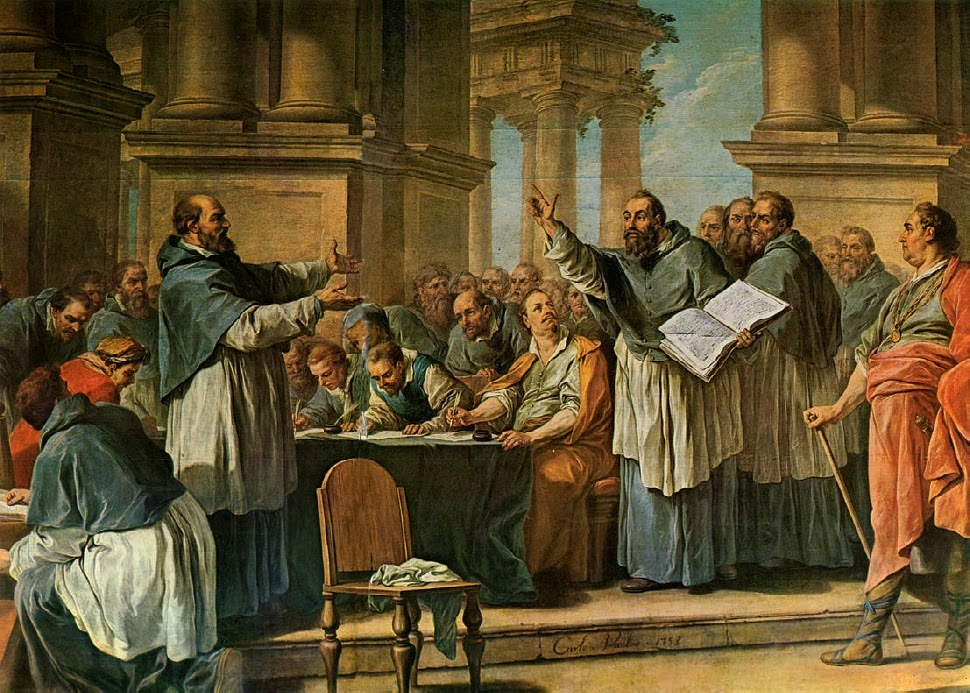
مناظره آگوستین با دوناتیست‌ها

دوناتیسم (به انگلیسی: Donatism) یک فرقه (شاخه) مسیحی بود که از قرن چهارم تا ششم منجر به جدایی (دین) در کلیسا، در منطقه کلیسای کارتاژ شد. دوناتیست‌ها استدلال می‌کردند که روحانیون مسیحیت باید بی‌عیب باشند تا خدمتشان مؤثر باشد و دعاها و عبادات آنها (هفت‌آیین) معتبر باشد. دوناتیسم ریشه در جامعه قدیمی مسیحی استان‌های روم در آفریقا (استان روم) (تونس فعلی)، شمال شرقی الجزایر و غرب ساحللیبی، در آزار و شکنجه ضد مسیحی دیوکلتیان. دوناتیسم که به نام اسقف مسیحی بربر دوناتوس مگنوس نامگذاری شده بود در طول قرن چهارم و پنجم شکوفا شد.

## منشأ و مناقشه
فرماندار رومی شمال آفریقا که در طول دوره آزار و شکنجه دیوکلتیان نسبت به اقلیت بزرگ مسیحی تحت فرمانروایی خود مهربان بود، زمانی که مسیحیان به نشانه انکار ایمان، کتب مقدس خود را تحویل دادند، آنها را آزار نمی‌داد. هنگامی که آزار و شکنجه پایان یافت، مسیحیان که این کار را انجام می‌دادند، توسط منتقدانشان (که عمدتاً از طبقات فقیر بودند) «معامله‌گران» - «کسانی که (امور مقدس) را تحویل می‌دادند» نامیده می‌شدند.
مانند نواتیانیسم قرن سوم، دوناتیست‌ها سخت‌گیر بودند و معتقد بودند که کلیسا باید کلیسای «قدیس‌ها» باشد (نه «گناهکاران»)، در در حالی بود که برخی از کشیشان و اسقفان در جریان آزار و شکنجه، مرتد شده بودند و به مناصب خود تحت حکومت کنستانتین بزرگ بازگشته بودند. به گفته دوناتیست‌ها، آیین‌های مقدسی که توسط این مسیحیان قبلاً مرتد شده اجرا می‌شد، باطل بود. دوناتیست ها معتقد بودند که کشیش مرتد توبه‌کننده دیگر نمی‌توانست مراسم عشای ربانی را تقدیس کند.
شورای دینی آرل در سال ۳۱۴ این فرقه را محکوم کرد و دوناتیست‌ها گرفتار آزار شدند و در ۴۱۱ شورای دینی به ریاست آگوستین در کارتاژ تشکیل شد و این فرقه را بدعت‌گذار اعلام و محکوم کرد. دوناتیست‌ها به تدریج از بین رفتند و بقیهٔ آنان به همراه سایر فرق مسیحی آفریقا در فتوحات اسلام مستهلک و نابود شدند.